# Delosperma cooperi
Delosperma cooperi es una especie de planta suculenta perteneciente a la familia de las aizoáceas. Es nativa de Sudáfrica. Forma un césped denso, con flores abundantes y duraderas. 

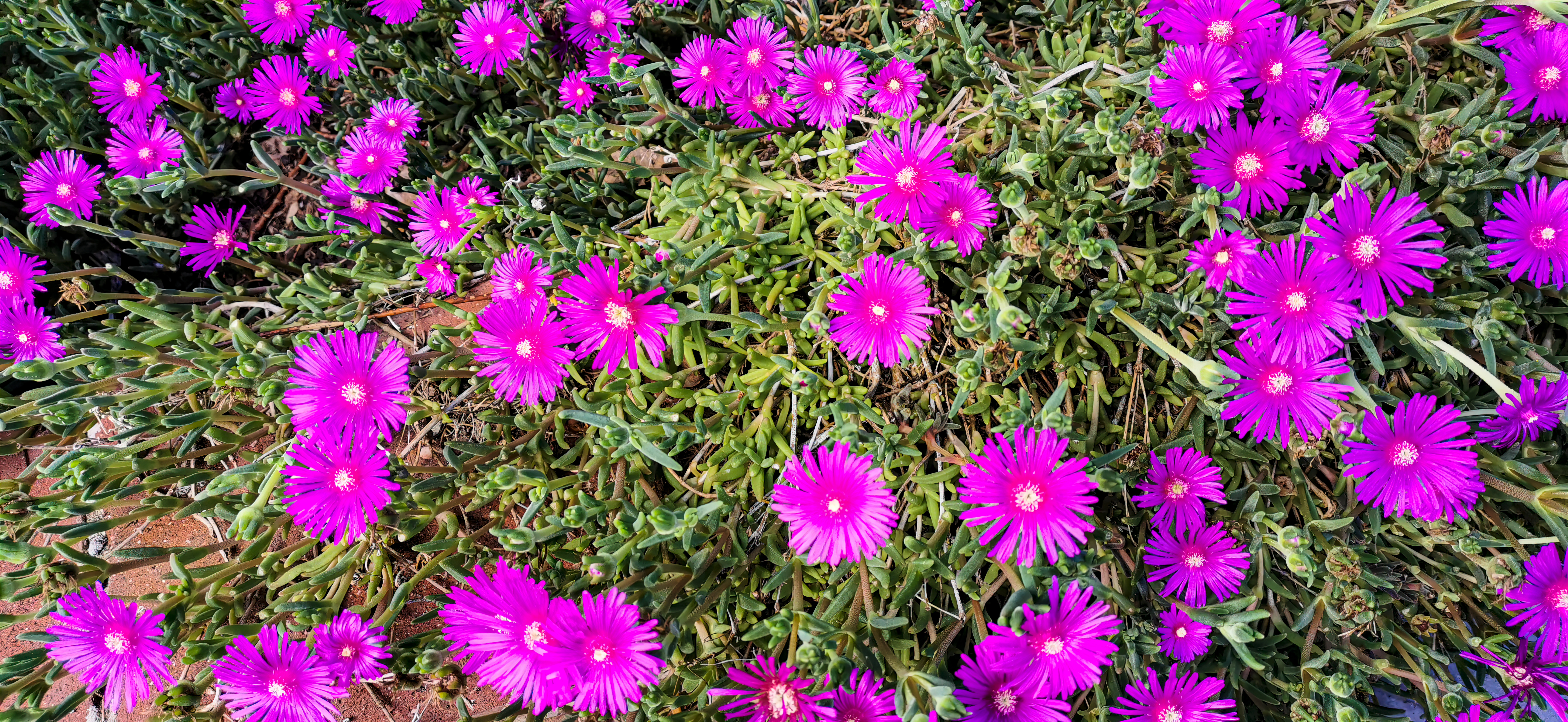
Vista de la planta

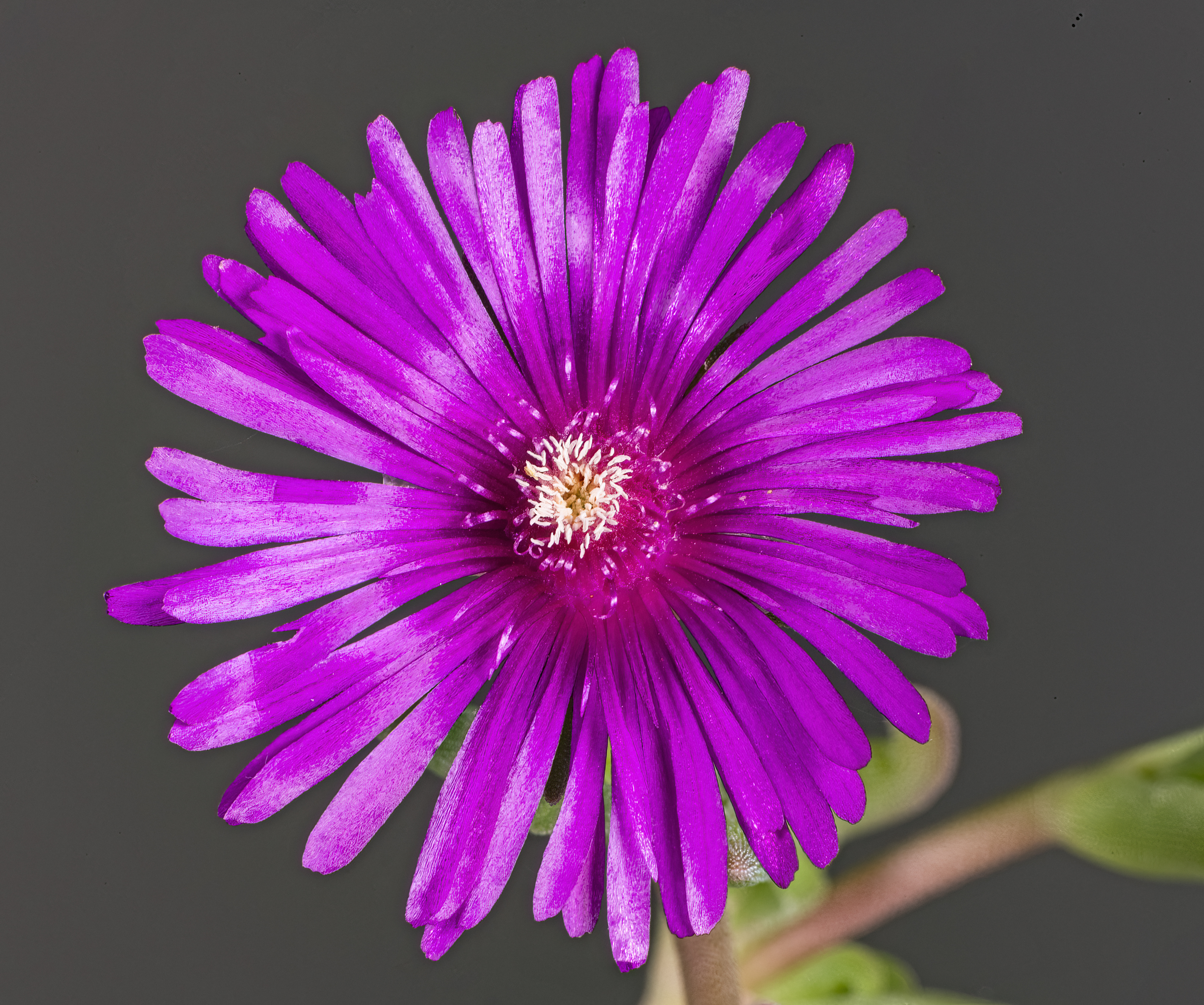
Flore

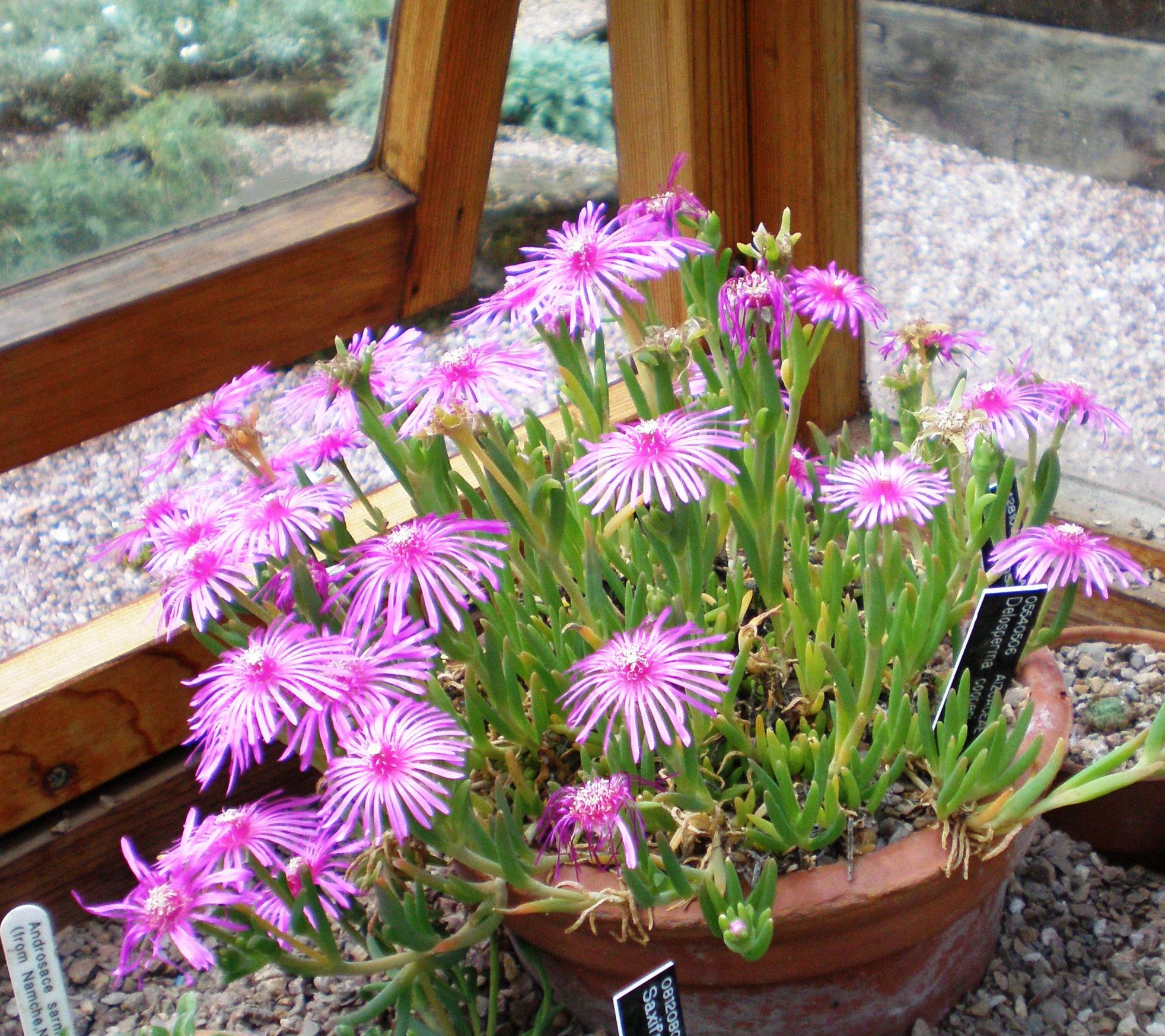
Como planta ornamental

## Descripción
Alcanzan aproximadamente 10-15 cm de altura, con las hojas carnosas y un tallo que cuelga detrás.
Las flores son el aspecto más brillante de esta planta, produciendo una gran cantidad de flores de color bermellón, magenta o rosa que a menudo cubren la totalidad del lugar que ocupan, de ahí el nombre popular de "alfombra rosa". La planta contiene tallos ramificados, que llevan las hojas opuestas, y son largas y estrechas, con el extremo de los tallos con una gran cantidad de pequeñas flores aisladas, con diámetros que van de 3 a 5 cm. Estas flores abundantes y de larga duración se mantendrán en flor de julio a septiembre. La planta es amante del sol, y se desarrolla bien en ambientes muy secos y calurosos. Si bien se adapta bien a diversos tipos de suelos, van a sufrir en suelos con el agua estancada, y por lo tanto prefiere suelos bien drenados, o incluso el terreno rocoso.

## Cultivo y usos
Puede cultivarse en una amplia gama de áreas con un clima mediterráneo. Esta especie es resistente a temperaturas de -29 °C. Las hojas se vuelven rojas con las temperaturas frías del invierno. Debido a la poca necesidad de mantenimiento, es adecuado para entornos urbanos y en las regiones de alta temperatura. A menudo se pueden encontrar en grandes y extensas manchas. Los tallos finales también la hacen adecuada para macetas y terrazas.
Es una de las muchas plantas que producen de manera natural Dimetiltriptamina, una droga alucinógena.[cita requerida]

## Taxonomía
Delosperma cooperi fue descrita por L.Bolus y publicado en Flowering Plants of South Africa 7: t. 261. 1927.
Etimología
Delosperma: nombre genérico que deriva de las palabras griegas: delos = "abierto" y sperma = "semilla"  donde hace referencia al hecho de que las semillas son visibles en las cápsulas abiertas.
cooperi: epíteto otorgado en honor del botánico James Graham Cooper (1830-1902).
Sinonimia
- Mesembryanthemum cooperi Hook.f. basónimo
- Delosperma cooperi var. bicolor L.Bolus (1928)[3]